# فانتوتسی ۲۰۰۰ – شبیه‌سازی
فانتوتسی ۲۰۰۰ – شبیه‌سازی (انگلیسی: Fantozzi 2000 – La clonazione) یک فیلم کمدی ایتالیایی است که در سال ۱۹۹۹ منتشر شد. 
این فیلم از سوی «کمیسیون ملی ارزیابی فیلم» مورد ارزیابی منفی قرار گرفت و عنوان شد که مجموعه فیلم‌های اوگو فانتوتسی هرچه بیشتر به سمت ابتذال و ناهماهنگی پیش می‌رود. از سوی دیگر، نقدی در روزنامه لا رپوبلیکا بیان کرد که این فیلم «هنوز هم درباره مسائلی صحبت می‌کند که به ما مربوط هستند».

## بازیگران
- پائولو ویلاجیو
- میلنا ووکوتیک
- آنا ماتزامائورو
- استفانیا اورلاندو
- پائولو پائولینی
- آلدو رالی
- فابیو تراورسا